# Javier Cortés
Javier Cortés Granados (* 20. Juli 1989 in Mexiko-Stadt) ist ein mexikanischer Fußballspieler, der vorwiegend im Mittelfeld eingesetzt wird.

## Laufbahn

### Verein
Cortés begann seine Laufbahn bei seinem Heimatverein UNAM Pumas, bei dem er im Sommer 2007 auch seinen ersten Profivertrag erhielt. Sein Debüt in der höchsten mexikanischen Spielklasse absolvierte Cortés beim 3:1-Heimsieg gegen den CF Pachuca am 24. August 2008. Der dauerhafte Sprung in die erste Mannschaft der Pumas gelang ihm allerdings erst später und so spielte er zwischen 2007 und 2010 häufig für das in der zweiten Liga spielende Farmteam Pumas Morelos.
Seit der Apertura 2010 gehört Cortés zum festen Bestandteil der ersten Mannschaft, mit der er in der Clausura 2011 (Rückrunde derselben Saison) die mexikanische Fußballmeisterschaft gewann.

### Nationalmannschaft
Mit der U-23-Nationalmannschaft gewann Cortés das olympische Fußballturnier 2012, was bis dahin noch keiner mexikanischen Olympiaauswahl gelungen war.
Sein Debüt für die A-Nationalmannschaft bestritt Cortés in einem am 25. Januar 2012 ausgetragenen Testspiel gegen Venezuela, das 3:1 gewonnen wurde. Seinen zweiten und bisher letzten Länderspieleinsatz absolvierte Cortés am 17. April 2013 in einem Testspiel gegen Peru, das torlos endete. Cortés gehörte auch zum mexikanischen Kader beim CONCACAF Gold Cup 2013, bei dem er jedoch nicht zum Einsatz kam.

## Erfolge

### Verein
- Mexikanischer Meister: Clausura 2011
- Mexikanischer Meister: Clausura 2018

### Nationalmannschaft
- Olympiasieger: 2012 (mit der U-23-Nationalmannschaft)